# Capella de Roselend
La Capella de Roselend és un edifici religiós construït al segle xx dedicat a santa Magdalena, situat en els contraforts de la presa de Roselend.
Originalment, hi havia una capella d'estil romànic en el llogaret de Roselend dedicada a santa Maria Magdalena. Un document del segle xiii parla d'una capella que podria ser aquesta. Fonts més específiques indiquen que la campana va ser fosa el 1608 o que es van fer donacions els anys 1710, 1757 i 1760.

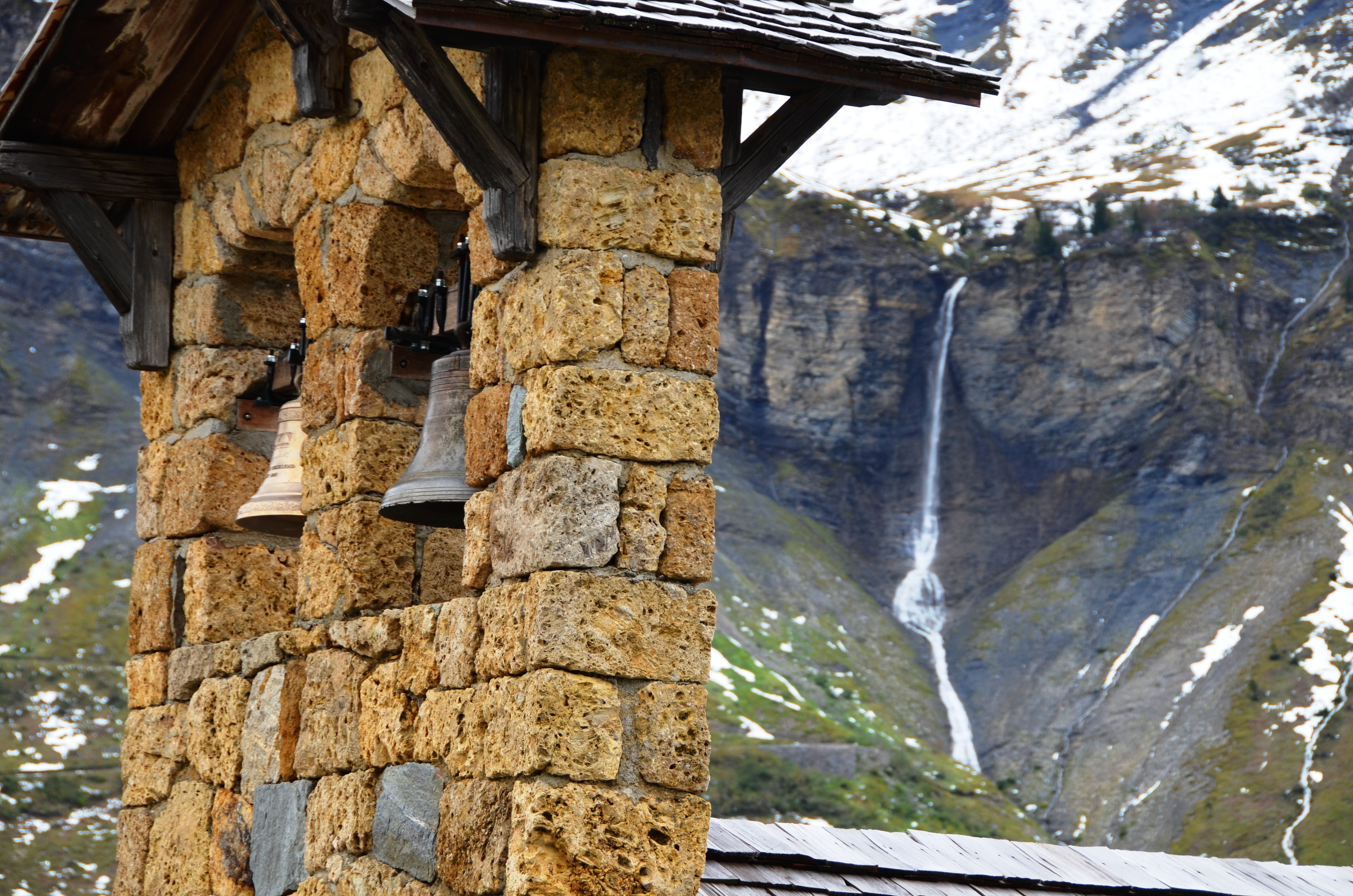
Església i salt d'aigua a la presa de Roselend

El 1794, va acollir, per la primera missa en el seu retorn de l'exili, quatre sacerdots emigrants originaris de les valls, entre ells el futur arquebisbe de Chambèri Antoine Martinet.
Submergida durant la inundació de la presa el 6 de maig de 1960, la capella va ser reconstruïda dos anys més tard, prop de la carretera que dona al llac, en un estil més modern.